# 昭和用水
昭和用水（しょうわようすい）は、東京都昭島市・立川市を流れる用水路。

## 概要
室町時代に開削された九ヶ村用水（立川堀）が前身。1933年、多摩川に昭和用水堰が設置されると立川町、昭和村、拝島村の用水として使用され、現在に至っている。名称の由来は昭和村から。残堀川に合流する。

## 橋梁・施設
- 昭和用水堰 - 1933年竣工[1]